# Fernando González
Fernando Francisco González Ciuffardi (* 29. Juli 1980 in Santiago de Chile) ist ein ehemaliger chilenischer Tennisspieler. In seiner Karriere gewann er elf Einzeltitel. Der größte Erfolg seiner Laufbahn war jedoch der Gewinn der Goldmedaille bei den Olympischen Spielen 2004 in Athen an der Seite seines Landsmanns Nicolás Massú.

## Leben und Karriere
González, der in Santiago geboren wurde, zog mit seiner Familie in die Gemeinde La Reina östlich von Santiago, wo sein Vater Präsident eines Tennisclubs war. Im Alter von sieben Jahren begann Fernando selbst mit dem Tennisspielen und machte durch Erfolge auf der Juniorentour bereits früh auf sich aufmerksam.
So erreichte er unter anderem den ersten Platz der Junioren-Weltrangliste. Er gewann zudem 1997 den Juniorenwettbewerb der US Open im Doppel mit Nicolás Massú. Im folgenden Jahr gewann er zwei Juniorentitel bei den French Open, im Einzel gegen Juan Carlos Ferrero und im Doppel mit José de Armas. Zur Saison 1999 wechselte González auf die Profitour.

### Die ersten Profijahre (1999–2003)
In seiner ersten Profisaison nahm er größtenteils an Turnieren unterer Kategorien teil, er spielte nur zwei Partien bei Turnieren der höchsten Kategorie. Bereits in der Saison 2000 gelang González der erste Turniersieg auf der ATP Tour bei den US Men’s Clay Court Championships in Orlando. An diesen Erfolg konnte er 2001 nicht anknüpfen, ihm gelangen lediglich ein Finaleinzug und zwei Halbfinalteilnahmen bei Turnieren der Challenger-Serie.
In der Saison 2002 gelang ihm der Durchbruch, als er Turniersiege in Viña del Mar und in Palermo feiern konnte. Auch bei den Grand-Slam-Turnieren sorgte er mit einem Viertelfinaleinzug bei den US Open und dem Erreichen des Achtelfinales bei den Australian Open für Aufsehen. Die Saison beendete González auf Platz 18 der Weltrangliste; er überholte damit Marcelo Ríos und war erstmals der bestgeführte Chilene im Ranking. Das Jahr 2003 verlief eher enttäuschend; er blieb im gesamten Saisonverlauf ohne Turniersieg, allerdings erreichte er bei den French Open sein zweites Grand-Slam-Viertelfinale.

### Olympiasieg im Doppel und die Jahre 2004 bis 2006
In der Saison 2004 gelang González in Viña del Mar erneut der Titelgewinn, doch der größte Erfolg seiner noch jungen Karriere sollte bei den Olympischen Spielen in Athen folgen. Dort gelang ihm an der Seite von Nicolás Massú der Einzug ins Finale der Doppelkonkurrenz; die Chilenen konnten das deutsche Doppel mit Nicolas Kiefer und Rainer Schüttler bezwingen, nachdem diese fünf Matchbälle vergeben hatten. Am selben Tag hatte González bereits durch einen Sieg gegen Taylor Dent die Bronzemedaille in der Einzelkonkurrenz gewonnen. In beiden Partien zusammengenommen stand González an dem Tag über sieben Stunden auf dem Platz.
In der Saison 2005 gelangen ihm drei Turniersiege – in Auckland, Amersfoort und Basel. Zudem erreichte er in Wimbledon sein drittes Grand-Slam-Viertelfinale. Durch diese Erfolge konnte er als Reservist am saisonabschließenden Tennis Masters Cup teilnehmen. Nach der Abreise von Andre Agassi rückte González ins Hauptfeld des Turniers vor, wo ihm ein Sieg gegen Mariano Puerta gelang, er das Halbfinale jedoch knapp verpasste. Das Jahr 2005 beendete er auf Platz 11 der Weltrangliste. 2006 rückte er noch weiter nach vorne, obwohl er ohne Titel blieb. Zum Jahresende gelangen ihm drei Finalteilnahmen in Folge (Wien, Madrid, Basel). Allerdings blieb ihm ein Endspielsieg verwehrt und er verpasste als Zehntplatzierter der Weltrangliste knapp die erneute Teilnahme am Masters Cup.

### Saison 2007
Zu Beginn der Saison 2007 erreichte González das Finale der Australian Open; er war damit zu diesem Zeitpunkt einer von nur fünf aktiven Spielern, denen es gelungen war, bei allen vier Grand-Slam-Turnieren mindestens einmal das Viertelfinale zu erreichen. In der Runde der letzten Acht besiegte er den Weltranglistenzweiten Rafael Nadal mit 6:2, 6:4, 6:3 und er erreichte damit zum ersten Mal in seiner Karriere das Halbfinale eines Grand-Slam-Turniers. Dort traf er auf Tommy Haas, den er mit 6:1, 6:3 und 6:1 eindrucksvoll besiegen konnte. Bemerkenswert war die Tatsache, dass er im gesamten Matchverlauf keine einzige Breakchance gegen sich zuließ und selbst nur drei unerzwungene Fehler machte. Im Finale traf er auf den Titelverteidiger Roger Federer, gegen den er am Ende mit 6:72, 4:6 und 4:6 unterlag.
Nach längerer Zeit ohne größeren Erfolg erreichte González im Mai das Finale des Masters in Rom. Im Halbfinale schlug er dort Filippo Volandri, der im Achtelfinale den Weltranglistenersten Federer bezwungen hatte. Im Finale unterlag der Chilene dann aber Rafael Nadal glatt mit 2:6 und 2:6. Bei den French Open folgte mit 2:6, 2:6, 4:6 eine Erstrundenniederlage gegen Radek Štěpánek. Beim Grand-Slam-Turnier in Wimbledon erreichte er mit einem 3:6, 7:6, 6:2, 6:2 über Robby Ginepri und einem weiteren Sieg über Alejandro Falla die dritte Runde, in der er Janko Tipsarević mit 3:6, 6:3, 3:6, 6:4, 6:8 knapp unterlag.
Im November konnte er zum zweiten Mal am Masters Cup in Schanghai teilnehmen, wo er seine erste Partie gegen Roger Federer sensationell mit 3:6, 7:61, 7:5 gewann. Es war nach zehn Niederlagen González’ erster Sieg über Federer.
Das restliche Turnier verlief allerdings enttäuschend; er konnte kein einziges Match mehr gewinnen und verpasste erneut den Einzug ins Halbfinale.

### Saison 2008
Bei den Australian Open konnte González die Finalteilnahme aus dem Vorjahr nicht wiederholen. Nach seinem Drittrundenaus rutschte er in der Weltrangliste von Platz 7 auf Platz 24 ab. Im Februar gewann er jedoch zum dritten Mal sein Heimturnier in Viña del Mar und im Mai feierte er bei den BMW Open in München den 10. Turniersieg seiner Karriere. In Roland Garros unterlag er im Viertelfinale Federer mit 6:2, 2:6, 3:6, 4:6.
Höhepunkt des Jahres war aber der Gewinn der Silbermedaille bei den Olympischen Spielen in Peking. Im Halbfinale gegen den US-Amerikaner James Blake (4:6, 7:5, 11:9) konnte er mehrere Matchbälle abwehren, im Finale unterlag er Rafael Nadal 3:6, 6:72, 3:6. Mit den beiden Medaillen von Athen (Gold im Doppel, Bronze im Einzel) besaß González nun olympische Medaillen in allen drei Farben.
Der Achtelfinaleinzug bei den US Open bescherte ihm schließlich die Rückkehr in die Top Ten der Weltrangliste.

### Saison 2009
Bei den Australian Open besiegte González in der ersten Runde Lleyton Hewitt mit 5:7, 6:2, 6:2, 3:6, 6:3 und in den nächsten beiden Runden Guillermo Cañas mit 7:5, 6:3, 6:4 und Richard Gasquet mit 3:6, 3:6, 7:610, 6:2, 12:10. Im Achtelfinale scheiterte er allerdings am späteren Turniersieger Nadal.
Im Februar gewann er zum vierten Mal das Turnier in Viña del Mar, er setzte sich im Finale mit 6:1, 6:3 gegen José Acasuso durch.
Bei den French Open erreichte er das Halbfinale, wo er im fünften Satz mit 4:1 gegen den Schweden Robin Söderling führte und am Ende trotzdem noch mit 3:6, 5:7, 7:5, 6:4 und 4:6 verlor. Durch die Halbfinalteilnahme war González wieder zurück in den Top Ten der Weltrangliste.

## Erfolge
| Legende (Anzahl der Siege)                       |
| ------------------------------------------------ |
| Grand Slam                                       |
| Tennis Masters Cup                               |
| Olympische Spiele (1)                            |
| ATP Masters Series ATP World Tour Masters 1000   |
| ATP International Series Gold ATP World Tour 500 |
| ATP International Series ATP World Tour 250 (13) |

| Titel nach Belag |
| ---------------- |
| Hartplatz (3)    |
| Sand (9)         |
| Rasen (0)        |
| Teppich (2)      |

### Einzel

#### Turniersiege
| Nr. | Datum              | Turnier          | Belag       | Finalgegner      | Ergebnis             |
| --- | ------------------ | ---------------- | ----------- | ---------------- | -------------------- |
| 1.  | 7. Mai 2000        | Orlando          | Sand        | Nicolás Massú    | 6:2, 6:3             |
| 2.  | 17. Februar 2002   | Viña del Mar (1) | Sand        | Nicolás Lapentti | 6:3, 6:75, 7:64      |
| 3.  | 29. September 2002 | Palermo          | Sand        | José Acasuso     | 5:7, 6:3, 6:1        |
| 4.  | 15. Februar 2004   | Viña del Mar (2) | Sand        | Gustavo Kuerten  | 7:5, 6:4             |
| 5.  | 16. Januar 2005    | Auckland         | Hartplatz   | Olivier Rochus   | 6:4, 6:2             |
| 6.  | 24. Juli 2005      | Amersfoort       | Sand        | Agustín Calleri  | 7:5, 6:3             |
| 7.  | 30. Oktober 2005   | Basel            | Teppich (i) | Marcos Baghdatis | 6:710, 6:3, 7:5, 6:4 |
| 8.  | 16. September 2007 | Peking           | Hartplatz   | Tommy Robredo    | 6:1, 3:6, 6:1        |
| 9.  | 3. Februar 2008    | Viña del Mar (3) | Sand        | Juan Mónaco      | kampflos             |
| 10. | 4. Mai 2008        | München          | Sand        | Simone Bolelli   | 7:64, 6:74, 6:3      |
| 11. | 8. Februar 2009    | Viña del Mar (4) | Sand        | José Acasuso     | 6:1, 6:3             |

#### Finalteilnahmen
| Nr. | Datum            | Turnier         | Belag         | Finalgegner      | Ergebnis       |
| --- | ---------------- | --------------- | ------------- | ---------------- | -------------- |
| 1.  | 27. Oktober 2002 | Basel           | Teppich (i)   | David Nalbandian | 4:6, 3:6, 2:6  |
| 2.  | 3. August 2003   | Washington D.C. | Hartplatz     | Tim Henman       | 3:6, 4:6       |
| 3.  | 5. Oktober 2003  | Metz            | Hartplatz (i) | Arnaud Clément   | 3:6, 6:1, 3:6  |
| 4.  | 18. Juli 2004    | Amersfoort      | Sand          | Martin Verkerk   | 6:75, 6:4, 4:6 |
| 5.  | 6. Februar 2005  | Viña del Mar    | Sand          | Gastón Gaudio    | 3:6, 4:6       |
| 6.  | 15. Oktober 2006 | Wien            | Hartplatz (i) | Ivan Ljubičić    | 3:6, 4:6, 5:7  |
| 7.  | 22. Oktober 2006 | Madrid          | Hartplatz (i) | Roger Federer    | 5:7, 1:6, 0:6  |
| 8.  | 29. Oktober 2006 | Basel           | Teppich (i)   | Roger Federer    | 3:6, 2:6, 6:73 |
| 9.  | 28. Januar 2007  | Australian Open | Hartplatz     | Roger Federer    | 6:72, 4:6, 4:6 |
| 10. | 13. Mai 2007     | Rom             | Sand          | Rafael Nadal     | 2:6, 2:6       |
| 11. | 17. August 2008  | Peking          | Hartplatz     | Rafael Nadal     | 3:6, 6:72, 3:6 |

### Doppel

#### Turniersiege
| Nr. | Datum            | Turnier  | Belag       | Partner          | Finalgegner                     | Ergebnis                 |
| --- | ---------------- | -------- | ----------- | ---------------- | ------------------------------- | ------------------------ |
| 1.  | 21. August 2004  | Athen    | Hartplatz   | Nicolás Massú    | Nicolas Kiefer Rainer Schüttler | 6:2, 4:6, 3:6, 7:67, 6:4 |
| 2.  | 10. April 2005   | Valencia | Sand        | Martín Rodríguez | Lucas Arnold Ker Mariano Hood   | 6:4, 6:4                 |
| 3.  | 30. Oktober 2005 | Basel    | Teppich (i) | Agustín Calleri  | Stephen Huss Wesley Moodie      | 7:5, 7:5                 |

#### Finalteilnahmen
| Nr. | Datum         | Turnier    | Belag | Partner       | Finalgegner                      | Ergebnis |
| --- | ------------- | ---------- | ----- | ------------- | -------------------------------- | -------- |
| 1.  | 24. Juli 2005 | Amersfoort | Sand  | Nicolás Massú | Martín Alberto García Luis Horna | 4:6, 4:6 |

## Abschneiden bei Grand-Slam-Turnieren

### Einzel
| Turnier         | 2000 | 2001 | 2002 | 2003 | 2004 | 2005 | 2006 | 2007 | 2008 | 2009 | 2010 | 2011 | Karriere |
| --------------- | ---- | ---- | ---- | ---- | ---- | ---- | ---- | ---- | ---- | ---- | ---- | ---- | -------- |
| Australian Open | —    | 1    | AF   | 2    | 1    | 3    | 1    | F    | 3    | AF   | AF   | —    | F        |
| French Open     | —    | 2    | 3    | VF   | 1    | 3    | 2    | 1    | VF   | HF   | 2    | —    | HF       |
| Wimbledon       | —    | —    | 2    | 1    | 3    | VF   | 3    | 3    | 2    | 3    | —    | 3    | VF       |
| US Open         | 2    | —    | VF   | 3    | 1    | 3    | 3    | 1    | AF   | VF   | 1    | 1    | VF       |

### Doppel
| Turnier         | 2003 | 2004 | 2005 | 2006 | 2007 | 2008 | 2009 | 2010 | Karriere |
| --------------- | ---- | ---- | ---- | ---- | ---- | ---- | ---- | ---- | -------- |
| Australian Open | 1    | 1    | —    | —    | —    | —    | 1    | VF   | VF       |
| French Open     | —    | —    | HF   | —    | —    | —    | VF   | —    | HF       |
| Wimbledon       | —    | —    | 2    | —    | —    | —    | —    | —    | 2        |
| US Open         | 1    | VF   | AF   | 2    | —    | 2    | —    | —    | VF       |

Zeichenerklärung: S = Turniersieg; F, HF, VF, AF = Einzug ins Finale / Halbfinale / Viertelfinale / Achtelfinale; 1, 2, 3 = Ausscheiden in der 1. / 2. / 3. Hauptrunde; Q1, Q2, Q3 = Ausscheiden in der 1. / 2. / 3. Runde der Qualifikation; n. a. = nicht ausgetragen